# 芹澤誠
芹澤誠（せいりざわまこと、1940年 - ）は、日本公園施設業協会理事。洞峰花と緑の相談室の相談員。樹木医。建設省都市計画課、建設省土木研究所、関東地方建設局国営昭和記念公園工事事務所長を経て茨城県県南造園土木協業組合技術部長。自然観察指導員。公園管理運営士。
1996年第18回日本公園緑地協会北村賞受賞。2016年都市緑化及び都市公園等整備・保全・美化運動における都市緑化功労者国土交通大臣表彰。

## 参考
- 土木研究所年報，建設省土木研究所, 1982
- 造園雑誌, 第 44巻，日本造園学会, 1980
- 職員碌, 第 1 巻，大蔵省印刷局, 1977
- 近藤三雄, 佐々木邦博, 細川卓己, 山本幹雄, 「「業からみた造園研究の課題」特集にあたって」『造園雑誌』 56巻 2号 1992年 p.79, 日本造園学会, doi:10.5632/jila1934.56.79
- http://160.16.241.139/midori/documents/64siryou3.pdf
- https://www.nilim.go.jp/lab/bcg/siryou/tnn/tnn0276pdf/ks0276010.pdf